# گهواره (دالاهو)
گهواره (به کُردی: گاواره) یکی از شهرهای استان کرمانشاه در غرب کشور ایران و یکی از شهرهای شهرستان دالاهو است. فاصله آن تا شهر کرمانشاه مرکز استان  از طریق مسیر اسلام آباد غرب ۹۴ کیلومتر می‌باشد و تا شهر کرند غرب مرکز شهرستان دالاهو از طریق جاده اصلی به سمت اسلام آبادغرب ۵۱ کیلومتر  و از طریق جاده نیلک حدود ۳۷٫۹کیلومتر می باشد.
گهواره مهد تنبورسازی است با شهرت جهانی است،که تنبور ساخته شده در این شهر  در در موزه های فرانسه نگهداری می شود علاوه بر تنبور، سیب گهواره نیز معروف است.

## پیشینه

### پیشینه نام
گهواره در گذشته روستایی بود به نام شیرِک، و اگرچه نام گهواره (گاواره/گاباره) از دیرباز به این محدودهٔ جغرافیایی گفته شده‌است اما این نام بر خود روستا دلالت نمی‌کرد. در اواخر حکومت نادرشاه افشار و با تشکیل ایل گوران قلعه‌زنجیری در آن زمان نام گاباره (گاواره) به روستای مزبور داده شد.

### تقسیمات کشوری

#### تقسیمات کشوری سال۱۳۷۴
بخش  گهواره در تاریخ ۵ مهر ۱۳۷۴ با تصویب هیئت و امضای  رئیس جمهور وقت در تاریخ  ۱۲ مهر ۱۳۷۴  به مرکزیت گهواره تاسیس شد.  که بنا به آمار سال ۱۳۹۵ جمعیت کل بخش گهواره ۱۵٬۶۰۶ نفر می‌باشد.

#### تقسیمات کشوری سال ۱۳۷۹
در جلسه ۱۳۷۹/۰۳/۱۱ وزرای عضو کمیسیون سیاسی دفاعی هیئت دولت به پیشنهاد وزارت کشور تصویب کردند که روستای گهواره مرکز بخش گهواره و از توابع شهرستان اسلام‌آباد غرب به شهر تبدیل و به عنوان شهر گهواره شناخته شود؛ در تاریخ ۱۳۷۹/۰۴/۱۹ این تصویب‌نامه به تأیید رئیس‌جمهور رسید و محدوده شهر بر اساس تبصره قانونی مربوطه تعیین شد.

#### تقسیمات کشوری سال ۱۳۸۳
در جلسه ۱۳۸۳/۱۲/۲۶  بنا به پیشنهاد وزارت کشور تغییراتی در تقسیمات در شهرستان های استان کرمانشاه تصویب شد که بنا برآن  مناطقی از شهرستان اسلام آباد غرب جدا و  شهرستان دالاهو  به مرکزیت  شهر کرند غرب شامل  دهستانهای بیونیج،حومه کرند ،بان زرده و بخش گهواره  تاسیس شد. 

### گهواره در لغت‌نامه دهخدا
در لغت‌نامه دهخدا در مورد گهواره چنین آمده‌است.
"گهواره . [گ َهَْ رَ / رِ] (اِخ) قصبهٔ مرکز بخش گوران شهرستان شاه آباد. واقع در ۴۸هزارگزی شمال باختری شاه آباد (از طریق راه فرعی اتومبیل رو گردنهٔ پنج سواره ۴۰ هزار گز از راه مالرو) و ۲۶هزارگزی شمال خاوری کرند و ۳۰هزارگزی جنوب باختری کوزران مرکز دهستان سنجابی در کنار رودخانه زمکان. مختصات جغرافیایی آن به شرح زیر است: طول ۴۶ درجه و ۲۵ دقیقه، عرض ۳۴ درجه و ۳۲ دقیقه ارتفاع ۱۴۶۴ گز. قصبه در باختر رودخانه بر روی بلندی و مسلط بر باغستانها و قلمستان بسیار بنا گردیده‌است. ارتفاعات مجاور با جنگل کوتاه و دامنه‌های مسطح خاکی و زمین‌های زراعتی منظرهٔ زیبایی به آن بخشیده‌است. هوای آن سردسیر و ییلاقی است. گهواره مرکز دهستان گوران است. جمعیت قصبه در حدود ۲هزار تن است. آب آن از رودخانهٔ زمکان تأمین می‌شود. محصول عمدهٔ آن انواع میوه و به‌خصوص سیب آن فراوانی و خوبی معروف است و یکی از محصولات عمده و مرغوب آن توتون است که به خوبی و مرغوبی در کرمانشاه مشهور می‌باشد و علت مرغوبی توتون، اولاً وضع هوا و ثانیاً تخصص کشاورزان است. در سالهای اخیر راه فرعی از گهواره به شاه آباد و کوزران مرکز دهستان سنجابی احداث شده‌است. راه شاه آباد از طریق آبادی سلیمانی و گردنهٔ پنج سواره و آبادی چنکر گذشته در ۷هزارگزی شاه آباد به شوسهٔ قصرشیرین می‌رسد. (از فرهنگ جغرافیایی ایران ج 5)."

### اقلیت ها
یکی از جذاب ترین بخش های تاریخ شهر گهواره حضور اقلیت های مذهبی در آن بوده است

#### یهودی‌ها
در گذشته اقلیتی از یهودیان در شهر گهواره زندگی می‌کردند. تا پیش از سال ۱۳۴۵ خورشیدی، حدود ۲۶ خانوادهٔ یهودی با جمعیتی بالغ بر ۱۲۰ نفر در شهر گهواره زندگی می‌کردند که از زمان سکونت آنان در این شهر دست‌کم ۶ نسل سپری شده‌بود. اجداد این یهودیان در اوایل دوران قاجار از عثمانی به سرپل ذهاب و از آنجا به گهواره مهاجرت کرده‌بودند. گورستان یهودی‌ها در شهر گهواره در منطقه‌ای موسوم به دشت عبری‌ها قرار داشت که مشرف به باغ‌های حاشیهٔ رودخانهٔ زمکان در شرق شهر بود. همچنین بیشتر خانه‌های متعلق به یهودیان در اطراف بازار قدیم شهر گهواره بود و عمدتاً به مشاغلی همچون مغازه‌داری، آسیاب‌داری و پیله‌وری اشتغال داشتند. یهودیان گهواره دارای یک کنیسه بودند که در کوچهٔ نجاری استاد فرمانی در جنب منزل عبدالله فاتحی قرار داشت. این اقلیت در جامعه با دیگر مردم به زبان هورامی صحبت می‌کردند. مهاجرت یهودیان از شهر گهواره در سال ۱۳۴۴ خورشیدی و در زمانی آغاز شد که این اقلیت به شهرهای کرمانشاه، قصر شیرین و سرپل ذهاب کوچ کرد. در حدود سال ۱۳۵۵ خورشیدی همزمان با مهاجرت گستردهٔ یهودیان ایران به اسرائیل، یهودیان اهل گهواره نیز که پیشتر این شهر را ترک کرده‌بودند، از استان کرمانشاه مهاجرت کرده و به اسرائیل رفتند. در حال حاضر در شهر گهواره و توابع آن هیچ فردی از این اقلیت باقی نمانده‌است.

#### کولی‌ها
تا حدود سال‌های ۱۳۵۰ خورشیدی، نزدیک به ۱۵ خانوادهٔ کولی در شهر گهواره زندگی می‌کردند. این افراد در فصل تابستان در محلی به نام بان‌دومان، که امروزه به محلهٔ نوساز جنب ضلع شمالی بلوار امام خمینی تبدیل شده‌است، زندگی می‌کردند، و سپس با پایان فصل گرما به شهرستان‌های قصر شیرین و سرپل ذهاب مهاجرت می‌کردند. زنان و مردان کولی در گهواره به داد و ستد، الک‌سازی، رویگری، فال‌بینی، حجامت، مطربی و مشاغلی از این دست اشتغال داشتند. پس از انقلاب زندگی ییلاقی و قشلاقی کولی‌ها از بین رفت و کولی‌های گهواره نیز کوچ کرده و در حومهٔ شهرهایی همچون کرمانشاه، قصر شیرین، سرپل ذهاب، صحنه و کنگاور اسکان پیدا کردند.

### بازار قدیم گهواره
بازار قدیمی گهواره در زمان قاجار به دستور حاکمان وقت به شکل یکنواخت با مصالحی نظیر خشت خام ،سقف های کاه گلی و... توسط معماران ساخته شد . ودر اختیار گروهی از مردم و کلیمیان حاضر در شهر قرار گرفت در ضلع غربی سکوهایی برای استراحت کارگران روزمزد و جوانان بود.
اغذیه فروشی،خیاطی،قصابی و آهنگری و... از جمله حرفه و شغل‌هایی بود که در این بازار قرار گرفتند.
چایخانه در ابتدای بازار قرار داشت،و چهار دروازه داشت،که در ابتدا معاملات با کشاورزان به صورت پایاپای  به این صورت که در مقابل دادن قسمتی از محصولات خود  کالاهای مورد نیاز را خریداری می کردند.
بعد از اصلاحات سال ۱۳۴۱ در جریان انقلاب سفید،عده ای از یهودیان و مردم بومی مغازه ها را خریدند و پس از مهاجرات آنها در سال ۱۳۴۴ ،کلیه مغازه‌ها در اختیار مردم بومی گهواره قرار گرفت.
و بعد از انقلاب۵۷ هم بازاریان به خیابان اصلی و بلوار ولیعصر  انتقال یافتند . و بازار قدیمی در حال تخریب و از بین رفتن است.

### سقوط بالگرد بنی صدر
چند ماه قبل از آغاز رسمی جنگ ایران و عراق در ۲۴ مرداد ۱۳۵۹، بالگرد بل ۲۱۴ حامل رئیس‌جمهور و همراهان، به‌دلیل حمله عراق به چند پاسگاه مرزی، هنگام بازدید از مناطق غرب به استان کرمانشاه وارد شد. حدود ساعت ۱۱ شب، در منطقه بیونیج ۲۰ کیلومتری گهواره، هنگام بازگشت از مرز، بالگرد در حین پرواز دچار اختلال شد. ابتدا چراغ‌ها خاموش شدند و سپس چهار قطعه ی اصلی بالگرد از کار افتادند که باعث شد مجبور به فرود اضطراری شوند. با تاریکی هوا و عدم دید، به سمت چراغ‌هایی که در دوردست دیده می‌شدند رفتند و متوجه شدند که روستایی در آنجا وجود دارد. کنترل بالگرد از دست رفته و در نهایت به زمین افتاد. در این بالگرد، بنی‌صدر رئیس‌جمهور وقت، مشاورش، ستوان دوم خلبان عباس مالمیر، سروان محمدرضا اشتری خلبان دوم، تیمسار قاسم‌علی ظهیرنژاد فرمانده وقت نیروی زمینی، بهروز ماکوئی استاندار وقت کرمانشاه، مرتضی رضایی فرمانده وقت سپاه و علی صیاد شیرازی فرمانده غرب حضور داشتند. بالگرد سقوط کرد ولی منفجر نشد و تمامی افراد آن خارج شدند و تعدادی مجروح شدند گروهی از اهالی منطقه به کمک آنها آمدند و آنها را با تراکتور و جیپ به پاسگاه ژاندارمری گهواره منتقل کردند و سپس زخمی‌ها را به بیمارستان ۴۴۰ تختخوابی کرمانشاه انتقال دادند.

## معماری شهری
مساحت کلی شهر گهواره ۱٫۲۶ کیلومتر مربع می‌باشد؛ که از سمت شمالغربی به جاده باباشاه احمد و توت شامی از سمت شمالشرقی به جاده کبود جوب و از سمت جنوب شرقی از سمت میدان امام علی و بلوار ولیعصر به کوزران (شرق) و اسلام‌آباد غرب به سمت جنوب ختم می‌شود

### موقعیت
فاصله شهر گهواره با مرکز شهرستان دالاهو (کرندغرب) ۳۷٫۹کیلومتر و با مر کز استان (کرمانشاه) از مسیر اسلام‌آباد غرب ۹۶ کیلومتر و از مسیر کوزران۸۴٫۴ کیلومتر کیلومتر می‌باشد همچنین فاصله این شهر تا پایتخت (تهران)۵۸۷ کیلومتر می‌باشد.

#### روستای تابعه
از روستاهای تابعه شهر گهواره می‌توان به گوراجوب، سرآسیاب، باباشاه احمد، چغابور، توکان، کچک بل، زوله، سراب سیدیعقوب، توت شامی، کنه رشید، دوشمیان، ویله، نیلک بریه خانی، زاوله، سرخک و..
نام برد

### بافت شهر
بر طبق آمار رسمی مرکز آمار ایران در سرشماری سال ۱۳۹۵ تعداد خانوارهای معمولی و ساکن به‌صورت گروهی در واحدهای مسکونی معمولی حدود ۱۱۸۷ خانوار بوده است. که ۷۰۴ خانوار مالک و ۲۹۶ خانوار مستاجر و ۱۸۵ مورد هم جزو سایرین بوده که دو مورد هم در سرشماری اظهار  نشده است درصدها  طبق نمودار زیر هستند:

اکثر بافت شهر از لحاظ ساختمانی در قسمت سنتی آن واقع شده‌است؛ که ساختمان‌های این نواحی متشکل از گل و چوبو سنگ و خشت است که به تدریج و با گذر زمان جای خود را به ساختمان‌هایی با مصالح و طرح‌های جدید می‌دهند

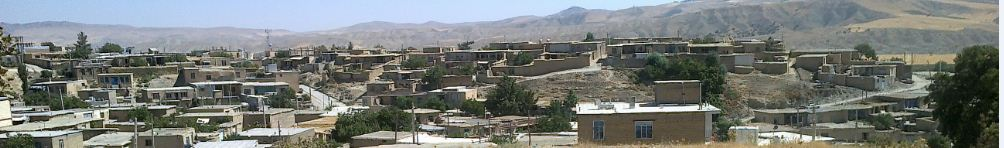
نمایی از بافت قدیمی و سنتی شهر گهواره

#### مناطق و محلات
-از مهم‌ترین محلات این شهر می‌توان به باندومان محله بنیاد شهید،کانی زاله،سرتپه و… اشاره کرد
در گهواره به علت وسعت باغات این شهر آنهارا به محلات جداگانه‌ای تبدیل کرده‌اند

#### خیابان‌ها و میادین

##### خیابان
اصلی‌ترین و مهم‌ترین خیابان اصلی این شهر که بعد از بلوار ولیعصر، از میدان امام علی شروع و به میدان ولایت و سرانجام جاده بابا شاه احمد منتهی می‌شود خیابان امام خمینی (اصلی) می‌باشد که تعداد زیادی از ارگان‌های دولتی نظیر شهرداری بخشداری مخابرات، کمیته امداد امام خمینی، پاسگاه گهواره، اداره آموزش و پرورش منطقه‌ای گهواره، و مسجد امیرالمؤمنین، بانک‌های ملت، ملی، کشاورزی روی این خیابان قرار دارند و بازار اصلی شهر هم روی همین خیابان قرار دارد اما به‌علت باریک بودن خیابان و عدم تعریض خیابان امکان ایجاد بلوار و دو لاین مجزا در این خیابان وجود ندارد و رفت‌وآمد در دو لاین در همین خیابان در جربان است و قبلاً هم در سالیان گذشته این خیابان با نرده به دو قسمت جدا از هم تبدیل شده بود که مشکلاتی برای شهروندان به وجود آورد که باعث از میان برداشتن آن توسط شهرداری شد.. و خیابان جم خانه هم یکی دیگر از خیابان‌های اصلی این شهر به‌شمار می‌رود.

##### بلوار
بلوار ولیعصر گهواره تنها بلوار دایر در این شهر می‌باشد که از سه راهی جاده کوزران -گهواره -اسلام‌آباد غرب شروع شده و تا میدان امام علی ادامه دارد و پمپ بنزین گهواره هم در این ناحیه قبل از رسیدن به میدان ورودی شهر قرار دارد.

##### میدان‌های شهر
شهر گهواره دارای دو میدان است که در ابتدا و انتهای شهر قرار دارد میدان ورودی که امام علی نام دارد؛ و میدان دوم هم که در انتهای شهر قرار دارد به روستاهایی مثل توت شامی و بابا شاه احمد و… راه دارد. 

### پیش‌شماره شهر گهواره
همزمان با هم کدسازی تلفن‌های کشور و استان کرمانشاه کد شهر گهواره از ۰۸۳۵۵۸۴ به۰۸۳۴۳۷۴ تغییر کرد-لازم است ذکر شود که اهالی گهواره و دیگر نقاط استان کرمانشاه برای تماس باهم نیازی به گرفتن کد جدید استان کرمانشاه۰۸۳ ندارند و برای تماس به شهر گهواره با اضافه کردن۴۳۷۴به ابتدای شماره‌های قدیمی امکان برقراری ارتباط میسر می‌باشد و تنها هموطنان خارج از استان کرمانشاه نیازمند استفاده از کدو پی شماره جدید هستند(۰۸۳۴۳۷۴)

### مراکز آموزشی

#### مدارس

##### مدرسه اقبالیه
تا قبل از سال ۱۳۳۲ مدارس نوین تنها مربوط به شهر کرمانشاه بود، مدرسه صمصامیه اولین مدرسه ای بود که در دیگر نواحی به تلاش حاکم و رئیس ایل سنجابی قصرشیرین شیرخان صمصامالممالک تاسیس شد. ودر سال ۱۳۳۶ مدرسه احتشامیه در شهر کرند غرب و مدرسه جوادیه در شهر صحنه و در ادامه مدرسه امیریه در شهر سنقر  دایر شدند.
در  ذیقعده سال گفته شده،اولین مدرسه روستایی کرمانشاه بنام اقبالیه در روستای گهواره تاسیس شد این مدرسه به علت نزاع های محلی یکسال بعد منحل شد.

##### مدرسه فاریابی
مدرسه فاریابی   که  بعد از مدرسه اقبالیه  دایر شد از ۵ کلاس مختلط تشکیل شده بود که در حدود ۵۰۰ دانش‌آموز داشت.
با سقوط سلسله پهلوی در سال ۱۳۵۷ و  تغییر نظام حاکم جمهوری اسلامی سرکارآمد و تفکیک جنسیتی و ... آغاز شد. مدرسه فاریابی پسران به محل جدید یعنی جایگاه کنونی اداره آموزش و پرورش گهواره منتقل و نام آن را شهید دستقیب نهادند و مدرسه دخترانه هم در محل  خود به نام هفده شهریور تغییر کرد که تا دهه هشتاد  هم به همین روال پیش رفت که سرانجام مدرسه تخریب شد.

#### مدرسه استاد شهریار
دبستان پسرانه استاد شهریار در کوچه جنب جم‌خانه قرار داشت. دانش آموزان در دو نوبت مدرسه می رفتند نوبت اول از ساعت ۸ تا ۱۱:۳۰ نوبت دوم از ساعت ۱۳تا ۱۵:۳۰  با وقوع زلزله ای در شهر گهواره در ابتدای دهه ۷۰ خورشیدی این مدرسه تخریب و بلا استفاده  شد. و دانش آموزان آن به مدرسه ای در محل کنونی  اداره آموزش و پروزش گهواره که آن زمان این اداره در خیابان منتهی به بابا اسکندر بود قرار داشت ،منتقل شد. و بعدها به ساختمان  کناری مدرسه  منتقل میشد و اداره آموز و پرورش به محل کنونی منتقل شد. دانش آموزان مدرسه استاد شهریار و راه دانش به صورت یک هفته در میان به‌صورت مشترک از ساختمان جدید که جنب پاسگاه گهواره و آموزش و پرورش قرار داشت. استفاده می‌کردند. به این صورت که یک هفته صبح از ساعت ۸ تا ۱۲:۳۰ و گروه بعدی از ساعت ۱۳ تا ۱۷:۳۰ از مدرسه استفاده می کردند. که هفته بعد نوبت صبح و ظهر آنها عوض می‌شد.

### مراکز فرهنگی

#### کتابخانه عمومی نور گهواره
کتابخانه عمومی نور گهواره در سال 1376 تاسیس شد. دارای بخش های مختلف نظیر امانات،مرجع،و سالن مطالعه و بخش کودک می باشد.

### گورستان‌ها و آرامستان‌های گهواره

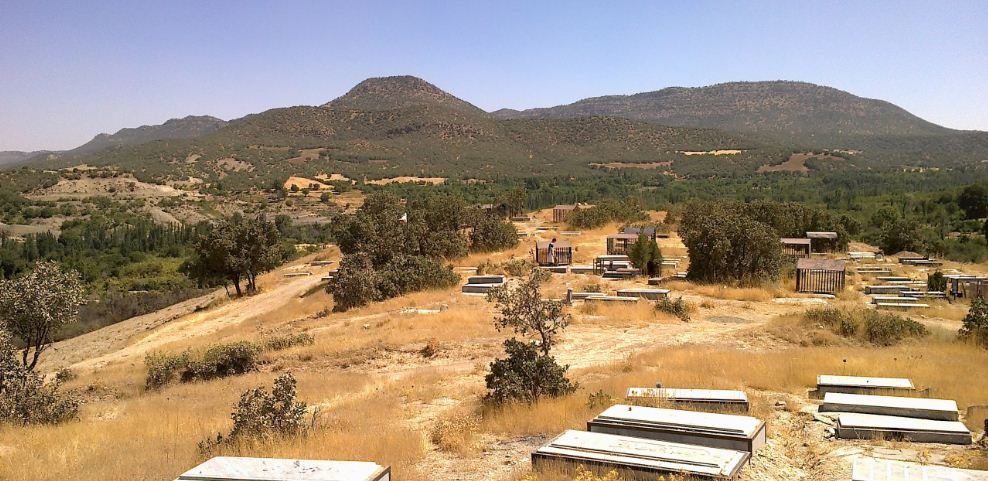
نمایی از گورستان بالاجوب در شهر گهواره

در حال حاضر شهر گهواره دارای ۳ گورستان فعال می باشد با مساحت حدود ۳۵ هزار متر مربع می ‌باشد.
این گورستان‌ها به شکل سنتی خود  از قدیم اداره و نگهداری می شوند. بابا اسکندر بالاجوب و.. از جمله گورستان های این شهر می باشند. البته قبلا به واسطه حضور یهودیان در قبل از انقلاب در این شهر قبرستانی  از این مردم در  شهر گهواره قرار داشت که به اصلاح  عامیانه به آن قبرستان جویلکه‌ها گفته می‌شد.

### اماکن سطح شهر
لیست اماکن -پارک‌ها و ارگان‌های سطح شهر گهواره
| ردیف | مکان                 | مهم‌ترین‌ها |
| ---- | -------------------- | --- |
| ۱    | پارک ها              | پارک کوهستان لاله |
| ۲    | قبرستان ها           | بالاجوب بابا اسکندر کاکی‌ها |
| ۳    | مراکز فرهنگی         | کتابخانه عمومی نور گهواره کانون پرورش فکری کودکان |
| ۴    | میدان ها             | میدان امام علی میدان ولایت |
| ۵    | مدارس و مهدها        | دبستان دخترانه الغدیر گهواره دبستان ابتدایی شهید دستغیب مدرسه متوسطه دخترانه پروین اعتصامی گهواره مدرسه متوسطه دخترانه بنت الهدی گهواره مدرسه متوسطه دخترانه حجاب گهواره مدرسه متوسطه پسرانه شهیدبهشتی گهواره مدرسه متوسطه پسرانه امام خمینی گهواره هنرستان پسرانه کاردانش راهبرد گهواره هنرستان دخترانه کار و دانش الزهرا گهواره مهدکودک شهید رجایی |
| ۶    | مساجد                | مسجد امیرالمؤمنین گهواره |
| ۷    | بانک‌ها و موسسات مالی | بانک ملی گهواره بانک ملت گهواره بانک کشاورزی گهواره پست بانک گهواره |
| ۸    | اماکن مقدس           | بابااسکندر درخت دوازده امام |
| ۹    | ارگان‌های نظامی       | پاسگاه انتظامی گهواره سپاه پاسداران گهواره |
| ۱۰   | مراکز بهداشتی        | مرکز بهداشت گهواره درمانگاه گهواره |
| ۱۱   | اماکن قضایی          | شورای حل اختلاف گهواره دادگستری عمومی |
| ۱۲   | ادارات دولتی         | اداره گاز گهواره اداره برق گهواره اداره آب گهواره اداره آموزش و پرورش گهواره تربیت بدنی گهواره اداره منابع طبیعی گهواره اداره پست گهواره مخابرات گهواره اداره جنگلداری و مراتع گهواره، کمیته امداد ایستگاه آتش نشانی شهر گهواره |
| ۱۳   | ورزشی                | هیئت کوهنوردی گهواره |

### شریان‌های ورودی و خروجی شهر
مسیرهای ورودی و خروجی به شهر گهواره مطابق با شماره‌گذاری تصویر زیر بشرح زیر می‌باشد.
مسیر شماره ۱ : این مسیر اصلی‌ترین راه ارتباطی شهر گهواره می‌باشد که ارتباط بین شهر گهواره و اسلام‌آباد غرب را میسر می‌سازد. طول این جاده تا اسلام‌آباد غرب حدود ۴۶ کیلومتر می‌باشد.
مسیر شماره ۲ : این مسیر که جزو راه‌های ارتباطی فرعی گهواره می‌باشد. این شهر را به روستای توت شامی که یکی از مکان‌های مقدس یارسان می‌باشد. متصل می‌کند که در نهایت به کرند غرب منتهی می‌شود. این مسیر تا حدودی آسفالت و بقیه خاکی می‌باشد. فاصله گهواره تا توت شامی ۹٫۳کیلومتر می‌باشد؛ که در نهایت از این جاده به کرند غرب ۵۰ کیلومتر فاصله دارد.
مسیر شماره ۳ : این مسیر گهواره را به بزرگراه راه کربلا از طریق روستای برزه ارتباط می‌دهد؛ که ۶۷ کیلومتر با بزرگراه کربلا در خارج از اسلام‌آباد غرب؛ بین جاده اسلام‌آباد غرب -کرمانشاه فاصله دارد.
مسیر شماره ۴ : این مسیر گهواره را به کوزران و شهر کرمانشاه مرکز استان کرمانشاه متصل می‌کند. طول این جاده تا کوزران ۳۲ کیلومتر ۸۴ کیلومتر می‌باشد.
مسیر شماره ۵ : این مسیر فرعی که از کنار زیارتگاه و گورستان بابا اسکندر می‌گذرد. مسیری است که ارتباط شهر گهواره با باغات شمال گهواره مانند زله ناو؛ تاش کو و کبود جوب برقرار می‌سازد.
مسیر شماره ۶ : این مسیر که از راه روستاهای بریه خانی و نیلک می‌گذرد گهواره راه به بزرگراه کربلا و کرند غرب مرکز شهرستان دالاهو متصل می‌کند. لازم است ذکر شود که این مسیر به به سد زمکان راه دارد و مناطق سر سبز و زیبایی را با وجود باریک بودن مسیر خواهید دید؛ و فاصله آن با کرند غرب ۳۸ کیلومتر می‌باشد.

### فاصله تا مراکز شهرستان‌ها
| شهر مقصد      | مسافت       |
| ------------- | ----------- |
| کرند غرب      | ۳۷٫۹کیلومتر |
| اسلام‌آباد غرب | ۴۵٫۶کیلومتر |
| جوانرود       | ۷۳٫۵کیلومتر |
| هرسین         | ۱۵۲کیلومتر  |
| سنقر          | ۱۹۰کیلومتر  |
| صحنه          | ۱۶۲کیلومتر  |
| سرپل ذهاب     | ۸۲٫۲کیلومتر |
| پاوه          | ۱۲۱کیلومتر  |
| روانسر        | ۶۴٫۸کیلومتر |
| گیلانغرب      | ۱۳۵کیلومتر  |
| قصرشیرین      | ۱۷۳کیلومتر  |
| تازه آباد     | ۱۰۱کیلومتر  |
| کنگاور        | ۱۹۳کیلومتر  |

### فاصله تا مراکز استان ها
فاصله گهواره تا مراکز استان ها به شرح زیر است. فاصله برحسب کیلومتر است.
کمترین فاصله گهواره تا مراکز استان ها مربوط به شهر کرمانشاه با فاصله94 کیلومتر و بیشترین فاصله مربوط به شهر زاهدان مرکز استان سیستان و بلوچستان با ۱۸۱۵ کیلومتر است.
| کرمانشاه | سنندج  | ایلام | همدان | اهواز  | خرم آباد | رشت   | یزد   | ساوه   | مشهد     | زاهدان |
| -------- | ------ | ----- | ----- | ------ | -------- | ----- | ----- | ------ | -------- | ------ |
| ۹۴       | ۲۱۹    | ۱۵۱   | ۲۸۰   | ۴۸۹    | ۲۸۴      | ۶۷۵   | ۹۶۲   | ۸۴۴    | ۱۴۷۶     | ۱۸۱۵   |
| یاسوج    | شهرکرد | ساوه  | قم    | قزوین  | زنجان    | کرج   | سمنان | گرگان  | بیرجند   |        |
| ۹۰۸      | ۶۲۲    | ۴۷۲   | ۵۵۵   | ۵۱۵    | ۵۰۰      | ۵۹۴   | ۷۹۱   | ۹۷۵    | ۱۵۰۰     |        |
| ارومیه   | تبریز  | بوشهر | شیراز | اصفهان | اردبیل   | کرمان | تهران | بجنورد | بندرعباس |        |
| ۶۲۷      | ۶۳۳    | ۹۲۲   | ۱۰۲۲  | ۶۵۳    | ۷۵۰      | ۱۳۲۰  | ۵۹۵   | ۱۲۸۲   | ۱۶۰۰     |        |

## مردم شناسی

### بزرگان و افتخارات
گهواره از دیر باز جایگاه بزرگانی در عرصه ادبیات و موسیقی بوده‌است:

#### غلامرضا رشید یاسمی
غلامرضا رشید یاسمی شاعر، نویسنده ،مترجم و استاد دانشگاه تهران و  پدر سیامک یاسمی کارگردان سینمای ایران (گنج قارون) ، شاپور یاسمی فیلم‌نامه نویس کارگردان و تهیه کننده سینما و همچنین هوشنگ رشید یاسمی ، سیاستمدار و نماینده مجلس شورای ملی (دوره ۲۴ ام)

#### علی‌اکبر مرادی
علی اکبر مرادی آهنگساز و نوازنده تنبور است.

#### اسدااله فرمانی
اسدالله فرمانی از چیره دست ترین سازندگان ساز تنبور  است

#### طاهر یارویسی
طاهر یارویسی از نوازندگان پیشکسوت مقامی تنبور و همچنین سازندگان بود.

#### حیدر کاکی
حیدر کاکی از نوازندگان  تنبور، سه‌تار و  تار است.

### مستند آواز باد
مستند آواز باد به کارگردانی سودابه بیضایی و تهیه کنندگی سید امیر سیدزاده و تدوین بهمن کیارستمی در شهر گهواره ضبط شد و در جشنواره فیلم زنان بیروت اکران شد. داستان مربوط به دختر جوان نوازنده ای به نام پگاه است در مسیر جستجوی خود با طاهر یارویسی نوازنده و استاد تنبور آشنا می شود. و به مسیر جدید از زندگی خود وارد می شود.

### مذهب
مردم گهواره پیرو آیین یارسان(اهل حق ) می باشند.

#### مراکز مذهبی

جم خانه اهل حق گهواره

##### جمخانه
مردم این شهر در محلی به اسم جمخانه گرد هم می‌آیند و مراسم و تجمعات خود را در ان انجام می‌دهند و از اماکن مقدس آیین یاری به‌شمار می‌رود. این مکان در خیابان جم خانه قرار دارد.

##### مسجد
مسجد امیرالمؤمنین گهواره در خیابان اصلی شهر جنب بانک کشاورزی واقع شده‌است.

##### بابا اسکندر و درخت دوازده امام
یکی از درختان مقدس قدمگاه در این شهر، درخت «منزل باوه اسکندر» است. در قبرستان شهر گهواره، درخت «وزم» کهن‌سالی وجود دارد که مردم آن را منزل «باوه اسکندر» می‌نامند و آن را متبرک می‌دانند.
ومردم با هزینهٔ خود، اطراف این درخت را دیوارکشی کرده‌اند و معمولاً در مناسبت‌های مختلف در آنجا مراسم برگزار می‌کنند.
درخت «منزل دوازه ایمام» نیز از درختان مقدس قدمگاه در استان کرمانشاه است. در شهر گهواره نزدیک جم خانه شهر، محلی وجود دارد که در آن، چنار کهن‌سالی وجود دارد که مردم به آن معتقدند و آن را مقدس می‌گمارند.
مردم منطقه آنجا را قدمگاه یا منزل دوازده امام می‌دانند و بر این باورند که دوازده امام از آنجا عبور کرده‌اند. معمولاً مردم این مناطق زمانی که مراسم یا نذری داشته باشند، به این محل می‌آمدند و اغلب قربانی می‌کردند.

توزیع جغرافیایی کردی و دیگر زبان‌های ایرانی گویشی توسط کردها
کردی شمالی
کردی مرکزی
کردی جنوبی
زازاکی
گورانی
نواحی مختلط

| کردی شمالی کردی مرکزی کردی جنوبی | زازاکی گورانی نواحی مختلط |

### زبان
مردم شهر گهواره به زبان کردی و گویش  هورامی تکلم می‌کنند و از نظر طبقه‌بندی سه‌گانه زبان کردی در رده گویش‌های کردی جنوبی قرار می‌گیرد که در استان‌های کرمانشاه ایلام و شرق عراق و… به آن تکلم صورت می‌گیرد که دارای زیر شاخه‌های متعددی است ودارای زبان هورامی یا گورانی نیز می‌باشد.
گفتار روزانه کرد زبانان ساکن  گهواره با گویش کلهری ارتباط تنگاتنگی دارد اما از نظر آواشناسی و واژگان تفاوت هایی با آن دارد.
ترکیب یکی از مهم‌ترین فرآیندهای واژه‌سازی در بسیاری از زبان‌های جهان است. در زبان کردی، فرآیند ترکیب در کنار اشتقاق، یکی از اصلی‌ترین و پراستفاده‌ترین فرآیندهای واژه‌سازی است. در مطالعه ای با هدف ارائه یک طبقه‌بندی جامع از انواع روابط معنایی بین اجزای ترکیبات اسمی-اسمی، اسمی-صفتی و صفتی-اسمی در کردی گهواره‌ای انجام شده است. داده‌های پژوهش شامل ترکیبات درون‌مرکزی جمع‌آوری شده از گفتار روزمره گویشوران کردی گهواره‌ای در شهر گهواره است.  نشان داد که تمام کلمات مرکب در کردی گهواره‌ای حول محور اصلی دسته اسم تشکیل می‌شوند. دسته‌های وابسته می‌توانند اسم، صفت یا حرف اضافه باشند که معنی سر را تنظیم و محدود می‌کنند. بنابراین، این ترکیبات به چهار نوع ساختاری تقسیم می‌شوند: اسم-اسم، اسم-صفت، صفت-اسم، و حرف اضافه-اسم. تنوع روابط معنایی بین اجزای ترکیبات باعث ایجاد دامنه‌ای از معانی در آن‌ها می‌شود. 

### پوشش
لباس مردم گهواره اصولاً لباس هورامی است که با گذر زمان لباس‌ها از نظر ظاهر تغییر پیدا کرده‌اند؛ و به نحوی بین لباس زنان و مردان قدیم گهواره با مردان و زنان کنونی گهواره متفاوت است که در زیر به گوشه‌ای از آن به صورت طبقه‌بندی شده اشاره خواهد شد.

#### لباس قدیم گهواره

##### لباس مردان قدیم گهواره
مردان در گهواره در دهه‌های مختلف اکثراً داری کلاه در شکل‌های مختلف سربند و… بودند که در زیر به گوشه‌هایی از آن اشاره خواهد شد.
عرق چین: کلاهی از جنس نخ یا ابریشم که مردها آن را بر سر می‌گذاشتند و سربند را به دور آن می‌بستند.
سروین (سربند):دستمالی است که به دور عرق چین یا همان کلاه مردان پیچیده می‌شد و اکثراً در این نواحی رنگ آن مشکی و تیره بود.
سخمه:بر روی پیراهن پوشیده می‌شد جلوی آن کاملاً باز بود و دکمه دار هم بود.
قبا: در زمان‌های دورتر پوششی تمام قد بود که بر روی سخمه پوشیده می‌شد.
کلاه: کلاه دوره دار یا پشمی نخی - شه وکلاو … در دوره‌های مختلف پوششی برای سر مردان این دیار بود؛ که به وفور در مردان قدیمی تر دیده می‌شود.
شلوار جافی:شلواری که در این منطقه و سایر مناطق مورد استفاده قرار می‌گیرد و به سبب راحتی استفاده از آن استفاده می‌شود از مچ پا باریکتر و هر چه به طرف بالاتنه و کمر بالا می‌آید گشادتر می‌باشد که در نهایت با کش یا بند شلوار به دور کمر بسته می‌شود.
سلته:نیم تنه‌ای است استین دار که آن را مانند کت روی لباس می‌پوشند و در عکس‌های قدیمی این دیار به چشم می‌خورد.
پاپوش(کفش):پاپوش مردم این دیار در زمان‌های قدیمی گیوه و کلاش بوده‌است که با گذر زمان جای آن به کفش‌ها در طرح و جنس‌های مختلف تغییر پیدا کرده‌است.

##### لباس زنان قدیم گهواره
پوشش زنان در این ناحیه هم به قسمت‌های مختلفی تقسیم‌بندی می‌شده که بشرح زیر می‌باشد؛ و دارای رنگ‌های زیبایی می‌باشند.
کلاه:کلاهی شبیه به عرق چین مردانه است که برای بستن دستمال از ان استفاده می‌شود؛ که در زنان و دختران جوان به صورت کلاهی منجوق دوزی شده در جشن‌ها استفاده می‌شود.
سربند:مشکی -عالیخانی پارچه‌ای است تیره رنگ و اکثراً سیاه که دارای ریشه‌های فراوانی در دو طرف آنست که این ریشه‌ها توسط زنان هورامی این مناطق به گونه‌ای بافته و زنجیره داده می‌شود و در نهایت به دور کلاه زنانه پیچیده می‌شود و ریشه‌های آن هم به‌شکل تزئینی قرار داده می‌شود.
پیراهن:پیراهن زنان هورامی برحسب سن و سال و نوع سلیقه متفاوت است بدین صورت که این لباس‌ها اکثراً ار پارچه‌های گلدار و رنگ روشن که به‌شکل و طرح‌های مختلف تهیه شده‌اند مورد استفاده قرار می‌گیرد.
زیرپوش:زیرپوش مورد استفاده زنان این منطقه ساده و معمولاً رنگی متناسب با لباس رو می‌باشد که از گردن تا پشت پا را در بر می‌گیرد.
شلوار:شلواری گشاد از جنس حریر یا پشم …
ماشته (روپوش):پارچه ایست مشکی که به‌شکلی خاص دوخته می‌شود معمولاً پایین آن دارای ریشه هایست که زنان کرد آن را زنجیره می‌زنند و مانند شنل روی شانه زنان انداخته می‌شود و از جلو گردن و روی سینه گره می‌خورد.
سخمه:بر روی پیراهن می‌پوشند معمولاً بدون آستین است و در جلو روی سینه با قفل‌های تزئینی بسته می‌شود.
زوو ه ن (قبا):لباسی است جلو باز که تا پشت پا را می‌پوشاند و معمولاً از جنس مخمل است که در زمان‌های قدیم رویه‌ای ای هم داشت که با گذر زمان برای جوانترها این رویه حذف و به پوششی نازک و مخملی تبدیل شده‌است.
سلته: البسه ایست مانند سخمه که دارای استین است و کمی بیشتر از پشت را می‌پوشاند و بر روی پیراهن پوشیده می‌شود.

#### لباس جدید مردم گهواره
با گذر زمان لباس‌ها هم به نوعی با شدت‌های مختلف در حال تغییر هستند و نوع پوشش مردمان این شهر هم از این غائله مستثنا نخواهند بود.

##### لباس مردان جدید گهواره
با گذر زمان لباسهایی قدیمی مانند سربند-سخمه- کلاش-گیوه-کلاه‌های مختلف حذف شده‌است و جای خود را به بالاپوش‌های جدید و شلوار جافی دادند که در حال حاضر مردان این شهر از آن استفاده می‌کنند.

##### لباس زنان جدید گهواره
با تغییر لباس و مد به طبع لباس قدیم زنان گهواره هم تغییر پیدا کرده و سال‌های سال است که زنان جوان‌تر از سربند و سایر لباس‌های مخصوص زنان قدیمی و مسن تر استفاده نمی‌کنند.
و در جشن‌ها عروسی‌ها و… از لباس‌های محلی گفته شده به‌شکل امروزی تر و شاد تر استفاده می‌کنند و حتی در این جشن‌ها عده‌ای از زنان از سربند و کلاه‌های منجوقی شاد استفاده می‌کنند. هم‌اکنون عده‌ای از دختران و زنان این شهر از لباس‌های زیبای محلی و عده‌ای هم از لباس‌های جدیدتر استفاده می‌کنند.

### جشن‌ها
در این منطقه دو عید بزرگ نوروز و خاوه نکار جشن گرفته می‌شود.

#### عید نوروز
عید باستانی نوروز هم در گهواره همراه با سایر نقاط کشور جشن گرفته می‌شود. از روزهای قبل از شروع فروردین ماه و معمولاً اسفند خانم‌های خانه‌دار به کار تمیزکاری و به اصطلاح خانه تکانی مشغول می‌شوند؛ و اعضای خانواده بنا به وسع مالی و نیاز به تهیه لباس‌های جدید اقدام می‌کنند.

#### آخرین پنجشنبه سال

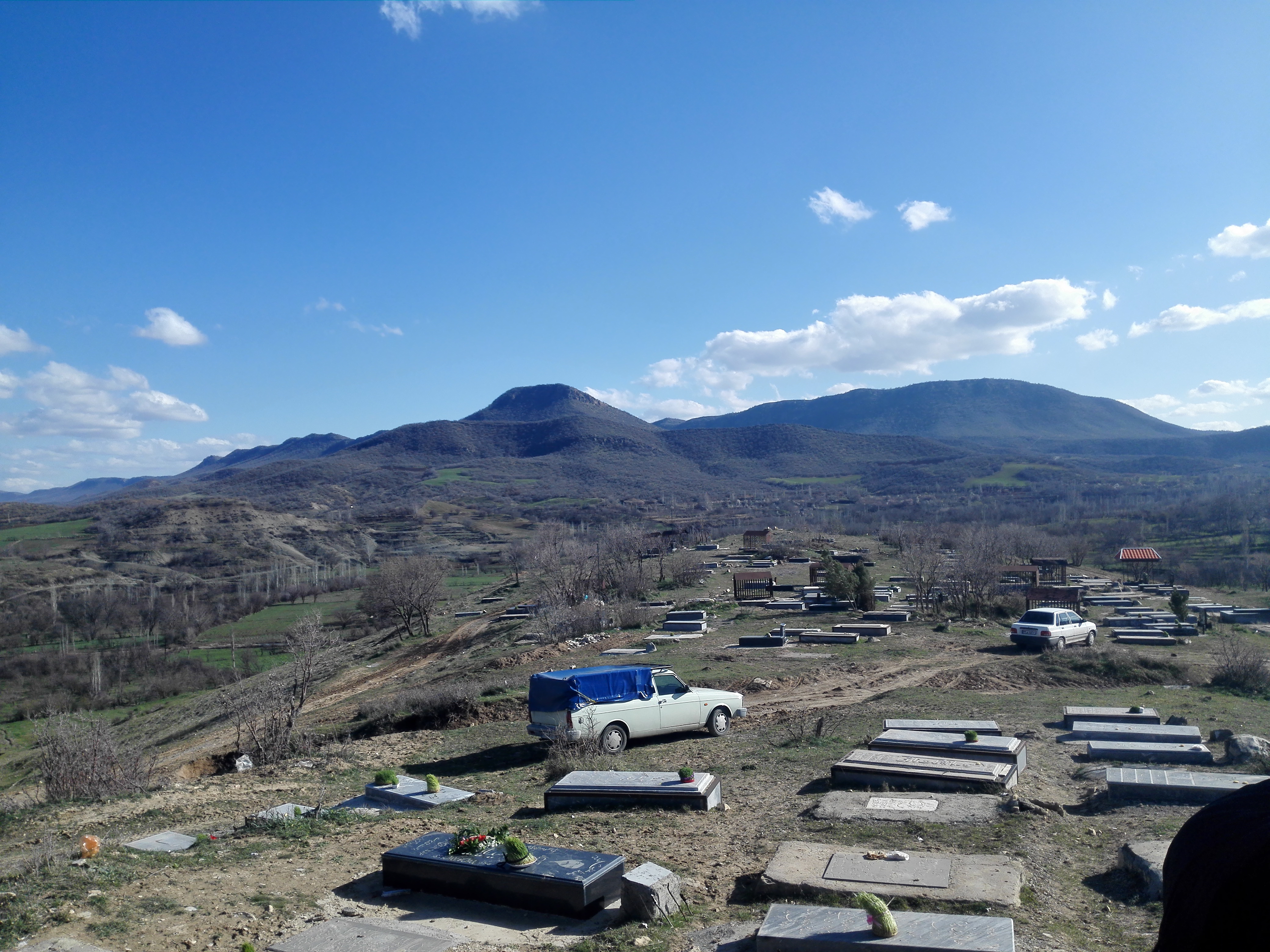
پنج شنبه آخر سال و زیارت اهل قبور گهواره

در آخرین پنجشنبه سال که در بین مردم ایران به پنجشنبه آخر سال مشهور است؛ و یکی از رسم‌های قدیمی و باستانی ایران به‌شمار می‌رود. مردم این شهر هم به زیارت اهل قبور می‌روند و با نثار فاتحه و دادن خیرات (شکلات -شیرینی-میوه و حلوا) و روشن کردن شمع و چراغ برای اموات و مردگان خود طلب آمرزش می‌کنند.

#### آگرنوروز
چهارشنبه سوری که در سایر مناطق کشور در آخرین سه شنبه سال برگزار می‌شود از قدیم در این منطقه از قدیم جایگاهی نداشته و در چند سال اخیر بین جوانان اجرا می‌شود اما از قدیم‌الایام در این منطقه شب قبل از نوروز بر روی بام خانه‌ها رفته یا در حیاط و کوچه‌ها آتشی به احترام زرتشت و روشنایی و آیین باستانی مرسوم ایرانیان برپا می‌کنند و اعتقاد دارند که آتش نشانه پاکی و برکت خداوند است. این جشن را آگر نوروز (آتش نوروز گویند) در سال‌های اخیر هم آگر نوروز با تغییر چهره بسیاری از جشن‌های ایرانیان مانند چهارشنبه سوری که با روشن کردن آتش و پریدن از روی آن همراه بود تغییر کرده و جوانترها غیر از روشن کردن از انواع ترقه و مواد منفجره دیگر در این جشن باستانی استفاده می‌کنند.

#### روز عید نوروز
در روزهای عید نوروز هم اهالی گهواره با چیدن سفره نوروز و گذاشتن میوه و شیرینی (مانند نان برنجی) و با روبوسی به دید و با روبوسی آغاز سال نو را همراه با دعایی به هم تبریک می‌گویند و معمولاً بزرگ خانواده به کوچکترها عیدی می‌دهد و همراه با هم به دید و بازدید از خانه سایر فامیل‌ها می‌روند.

#### آداب عید نوروز برای نو عروسان
معمولاً خانواده‌هایی که وصلت کرده‌اند و هنوز در دوران نامزدی به‌سر برده و عروسی نکرده‌اند در این روز داماد به همراه پدر و مادر راهی منزل خانواده عروس می‌شود و عید نوروز را به ایشان تبریک گفته و به نوعروس عیدی داده می‌شود.

#### آداب عید برای خانواده عزادار
در روز عید خانواده و وابستگان نزدیک خانواده‌هایی که به تازگی عزیزان خود را از دست داده‌اند و سالگرد فوت عزیزانشان فرا نرسیده‌است به منزل خانواده آن‌ها می‌روند و به نوعی در این زمان شادی آن‌ها را با غمهایشان تنها نگذاشته فاتحه می‌دهند؛ که اصطلاحاً به آن نوعید گفته می‌شود.

#### روز دوم نوروز
روز دوم عید مردان گهواره به سوی روستای توت شامی که جایگاه رهبر مذهب اهل حق (سید نصرالدین حیدری) می‌باشند می‌روند و فرارسیدن عید نوروز را به ایشان تبریک می‌گویند.

#### روز سیزده نوروز
مردم گهواره هم مانند سایر هموطنان در این روز به دامان طبیعت می‌روند و آخرین روز از نوروز را با هم و در کنار هم جشن می‌گیرند.

#### عید خاورنکار
عیدخاونکار از مهم‌ترین مراسم و اعیاد مردم اهل حق می‌باشد؛ که بر طبق تقویم کردی انجالم می شود؛  روزه داران بعد از نیت  سه روز روزه می گیرند و در پایان جشن می گیرند..
شب اول شروع روزه داری مردم با تهیه سیب یا انار، نیاز تهیه می‌کنند و به خانه سید پیر یا جم خانه می‌رود؛ و به تنبور نوازی یا خواندن دعا مشغول می‌شوند با اجازه سید نیازها تقسیم به اندازه مساوی تقسیم می‌شوند و بعد از آن دعای نیت روزه داری خوانده می‌شود؛ و از سحرگاه آن شب روزه داری آغاز و تا غروب به طول می‌کشد.
و عده‌ای دیگر هم هر شب به جم خانه می‌روند با خواندن سرودهای مذهبی تنبور و نذر و نیاز مشغول می‌شوند.
در این شب مردم نیت می کنند.

#### روز سوم خاونکار
روز سوم خاوه نکار با نذری آغاز می‌شود که باید یک خروس قربانی شود. به اینصورت که از صبح خروسی را قربانی می‌کنند و آن را بحالت آب‌پز شده (شوربایی) تهیه می‌کنند و تا بعد اظهر که که این کار طول می‌کشد همراه با سه کیلو برنج که با روغن حیوانی تهیه شده‌است و نیاز - همراه با مراسم دینی خاص با حضور سید و خواندن دعای معروف مراسم نذری به اتمام می‌رسد و بعد از اتمام ساعات روزه داری به قسمت کردن نذری بین مردم اقدام می‌کنند؛ و این‌گونه روز سوم روزه داری هم به پایان می‌رسد.

#### روز عید خاونکار
بعد از سه روز روزه داری و قربانی کردن در نهایت در روز چهارم همانند عید نوروز مردم گهواره برخلاف سایر روستاها و شهرهای اطراف سفره عید را برپا می‌کنند؛ که معمولاً شیرینی شکلات و میوه و… را روی آن گذاشته‌اند سه روز روزه داری خود را جشن گرفته و از صبح همان روز به دید و بازدید دوستان آشنایان و خانواده خود رفته و بزرگان خانواده هم به فرزندان کوچک خود عیدی می‌دهند؛ و عید خاوه نکار را به آن‌ها تبریک می‌گویند. برخی نیز به زیارت آرامگاه بزرگان دینی خود می‌روند.

#### روز چهارم
مردم از بخش های مختلف استان یا کشور به جهت تبریک عید خاونکار در روستای توت‌شامی در نزدیکی شهر گهواره به دیدار رهبر دینی خود سیدنصرالدین حیدری می روند. و با تنبور نوازی و نذر و نیاز جشن خود را با هم در این مکان گرامی می‌دارند.

### جمعیت گهواره
بر طبق آمار رسمی مرکز امار ایران در سرشماری سال ۱۳۹۵ بخش گهواره دارای جمعیت ۱۷۷۶۲ نفر است. شهر گهواره دارای  جمعیت ۴۰۵۰ نفر با تعداد ۱۲۰۵ خانوار می‌باشد. نسبت جمعیت زنان و مردان  در این شهر تقریبا برابر بوده ۲۰۳۲ مرد و ۲۰۱۸ زن  در سرشماری سال ۱۳۹۵ سرشماری شده اند.

[نمودار جمعیتی گهواره]

#### هرم جمعیتی شهرگهواره در سال ۱۳۹۵
| مردان | سن          | زنان |
| ----- | ----------- | ---- |
| ۲۱۰   | بیش‌تر از ۶۵ | ۱۹۸  |
| ۹۰    | ۶۰–۶۴       | ۹۳   |
| ۱۰۹   | ۵۵–۵۹       | ۱۱۰  |
| ۱۱۱   | ۵۰–۵۴       | ۱۲۱  |
| ۱۴۲   | ۴۵–۴۹       | ۱۳۹  |
| ۱۳۰   | ۴۰–۴۴       | ۱۵۷  |
| ۱۷۲   | ۳۵–۳۹       | ۱۷۸  |
| ۱۸۴   | ۳۰–۳۴       | ۱۶۲  |
| ۲۰۶   | ۲۵–۲۹       | ۱۷۵  |
| ۱۳۴   | ۲۰–۲۴       | ۱۵۳  |
| ۱۳۷   | ۱۵–۱۹       | ۱۲۰  |
| ۱۳۳   | ۱۰–۱۴       | ۱۵۱  |
| ۱۴۴   | ۵–۹         | ۱۲۳  |
| ۱۳۰   | ۰–۴         | ۱۳۸  |

#### رشد جمعیت در گهواره

نمودار اماری رشد جمعیت شهر گهواره از مهر۷۰ تا ابان۹۰

گهواره در سال ۱۳۷۵ جمعیتی در حدود ۵۱۴۲ نفر داشته ایت میزان جمعیت در ده سال بعد ، یعنی در سال ۱۳۸۵ به‌صورت نزولی به ۴۹۱۸ نفر  رسیده است. این روند در سال های ۱۳۹۰ با جمعیت ۴۶۱۹ و سال ۱۳۹۵ با جمعیت ۴۰۵۰ نفر ادامه داشته است.
طرح هادی سال ۱۳۸۲، پیش‌بینی شده بود که جمعیت شهر گهواره تا سال ۱۳۹۲ به ۷۴۳۷ نفر برسد، اما در سرشماری سال ۱۳۹۰ جمعیت آن ۴۶۱۹ نفر بود. این کاهش جمعیت و عدم موفقیت در جذب جمعیت جدید نشان‌دهنده ضعف شهر در جذب و نگهداری مردم است. اکثر مهاجرت‌ها به شهرهای بزرگتر مانند تهران، ساوه و کرمانشاه برای یافتن کار و زندگی بهتر صورت گرفته است.در نمودار سمت چپ روند نزولی جمعیت شهر گهواره نشان داده شده است.

نتایج نشان می دهد که شهر گهواره نتوانسته است مهاجران روستایی را جذب کند و مانع از مهاجرت آنها به شهرهای دیگر شود. در روابط شهر و روستای گهواره، شهر بیشتر امتیازات ممکن و عملی را به خود اختصاص داده و روستاها به‌ناچارً وابستگی خدماتی، اداری، اقتصادی و اجتماعی به شهر پیدا کرده‌اند. شهر کوچک گهواره در تعادل و توسعه منطقه‌ای، واسط ارتباطی بین روستاهای حوزه نفوذ خود و شهر کرمانشاه نبوده است. بر اساس بررسی کارکردهای مختلف، شهر گهواره تأثیر قوی بر فضای پیرامونی خود نداشته است. تأثیرات آن در کارکردهای خدماتی، آموزشی، سیاسی-اداری و سازمانی متوسط بوده و در کارکردهای تکنولوژیکی، تحرکات جمعیتی، روابط اجتماعی و فرهنگی ضعیف است.
جمعیت شهر گهواره از بین سی و پنج شهر استان کرمانشاه در رتبه شانزدهم بعد از بیستون و قبل از کوزران قرار دارد که ۴٬۰۵۰ نفر برآورد شده‌است.3
| ردیف | نام شهر       | شهرستان       | جمعیت (۱۳۸۵) | جمعیت (۱۳۹۰) | جمعیت (۱۳۹۵) | رتبه در شهرستان |
| ---- | ------------- | ------------- | ------------ | ------------ | ------------ | --------------- |
| ۱    | کرمانشاه      | کرمانشاه      | ۷۸۴٬۶۰۲      | ۸۵۱٬۴۰۵      | ۹۴۶٬۶۵۱      | ۱               |
| ۲    | اسلام‌آباد غرب | اسلام‌آباد غرب | ۸۹٬۴۳۰       | ۹۴٬۶۹۹       | ۹۰٬۵۵۹       | ۱               |
| ۳    | جوانرود       | جوانرود       | ۴۳٬۱۰۴       | ۵۱٬۴۸۳       | ۵۴٬۳۵۴       | ۱               |
| ۴    | کنگاور        | کنگاور        | ۴۸٬۹۰۱       | ۵۳٬۴۴۹       | ۵۱٬۳۵۲       | ۱               |
| ۵    | سرپل ذهاب     | سرپل ذهاب     | ۳۴٬۶۳۲       | ۳۵٬۸۰۹       | ۴۵٬۴۸۱       | ۱               |
| ۶    | سنقر          | سنقر          | ۴۳٬۱۸۴       | ۴۴٬۹۵۴       | ۴۴٬۲۵۶       | ۱               |
| ۷    | هرسین         | هرسین         | ۵۱٬۵۶۲       | ۴۹٬۹۶۷       | ۴۴٬۱۴۶       | ۱               |
| ۸    | صحنه          | صحنه          | ۳۴٬۱۳۳       | ۳۶٬۵۴۲       | ۳۵٬۵۰۸       | ۱               |
| ۹    | پاوه          | پاوه          | ۱۹٬۷۷۴       | ۲۳٬۷۰۴       | ۲۵٬۷۷۱       | ۱               |
| ۱۰   | روانسر        | روانسر        | ۱۶٬۳۸۳       | ۲۱٬۲۵۰       | ۲۴٬۵۲۷       | ۱               |
| ۱۱   | گیلانغرب      | گیلانغرب      | ۱۹٬۴۳۱       | ۲۰٬۹۲۲       | ۲۲٬۳۳۱       | ۱               |
| ۱۲   | قصر شیرین     | قصر شیرین     | ۱۵٬۴۳۷       | ۱۷٬۹۵۹       | ۱۸٬۴۷۳       | ۱               |
| ۱۳   | تازه‌آباد      | ثلاث باباجانی | ۷٬۴۷۹        | ۱۲٬۰۸۰       | ۱۴٬۷۰۱       | ۱               |
| ۱۴   | کرند غرب      | دالاهو        | ۷٬۸۹۴        | ۸٬۳۱۱        | ۷٬۷۹۸        | ۱               |
| ۱۵   | بیستون        | هرسین         | ۲٬۰۷۵        | ۵٬۱۰۷        | ۴٬۹۴۲        | ۲               |
| ۱۶   | گهواره        | دالاهو        | ۴٬۷۰۸        | ۴٬۶۱۹        | ۴٬۰۵۰        | ۲               |

## اقتصاد

### کشاورزی
بخش کشاورزی یکی از مهم‌ترین بخش‌های فعالیت این شهر می‌باشد. اکثریت مردم ان کشاورز بوده نخود و گندم از محصولات عمده‌ای است که در زمین‌های کشاورزی آن از دیرباز کشت می‌شود و هم‌اکنون دو سد بزرگ زمکان و آزادی در دست احداث می‌باشد؛ که با اجرایی شدن این طرح ۸۰۰هکتار از زمین‌های منطقه زمکان و ۱۲۰۰ هکتار از زمین‌های بالا دست از نعمت آب برخوردار می‌شوند گهواره به یکی از قطب‌های کشاورزی و باغداری کرمانشاه تبدیل شده‌است.
بهترین زمان برای استقرار گیاه در بهار است، اما گیاهان قوی‌تر در پاییز مشاهده شدند. بنابراین، کاشت بهاری گیاه گون با روش کاشت در ردیف برای بازسازی مراتع ضعیف در مناطق با دمای کمتر توصیه می‌شود.
در آبان ماه ۱۴۰۳ برنامه کار خونه که از شبکه دو سیما پخش شد به داستان زندگی آرزو برمغاز دختر ساکن گهواره می پرداخت که بر ظرفیت پرورش گل های آپارتمانی،زعفران،توت فرنگی و همچنین  با توجه به تنوع گیاهان دارویی و  عرضه آن به منظور اشتغال اهالی این شهر و همچنین زنان بی سرپرست و بدسرپرست می پرداخت.

#### زعفران
در سال های گذشته به منظور اشتغال و درآمد زایی و همچنین  با هدف کشت محصولاتی که میزان کمتری آب نیاز دارند  کشت زعفران در این منطقه افزایش پیدا کرده است. یه طوری که در سال ۱۴۰۲ از ۱۰ هکتار به ۴۰ هکتار سطح زیر کشت این محصول افزایش یافته است.

### باغداری

#### سیب
این شهر دارای باغات زیادی می‌باشد  که حدود ۱۸۰۰ هکتار براورد شده است. که از این میزان ۸۰۰ هکتار باغ سیب    می باشد. از دیرباز گهواره به عنوان شهر سیب شناخته می شد. سیب گلاب و لبنانی عمده‌ترین نوع سیب موجود در گهواره می‌باشد. گستره باغ‌های گهواره به قدری است که آن‌ها را به محلات مختلف تقسیم‌بندی نموده‌اند از جمله"بان کولمانان. زغال‌سنگ-زله ناو-دیمانی و… در سالیان اخیر تگرگ ,سرمازدگی، خشکسالی و آتش‌سوزی باعث خسارات فراوانی به باغداران این منطقه شده‌است. در خشکسالی‌های اخیر میزان باغ‌های گهواره به کمتر از نصف رسیده‌است. درسال۱۳۹۱ از سطح ۶۰۰هکتار باغات مثمر گهواره بیش از ۹۰۰۰ تن سیب با ارزش بیش از ۸۰ میلیارد ریال روانه بازار مصرف شده‌است.

#### نگارخانه باغ‌های گهواره

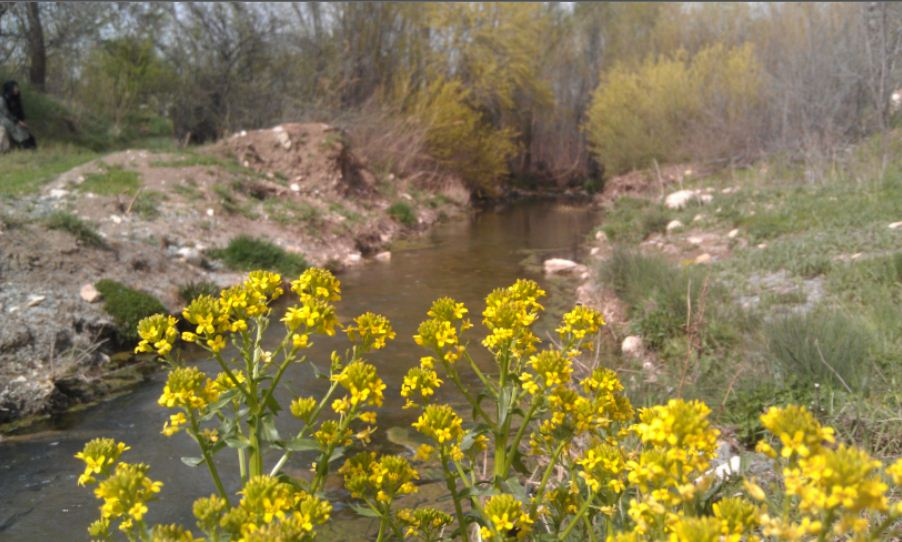
طبیعت زیبای گهواره
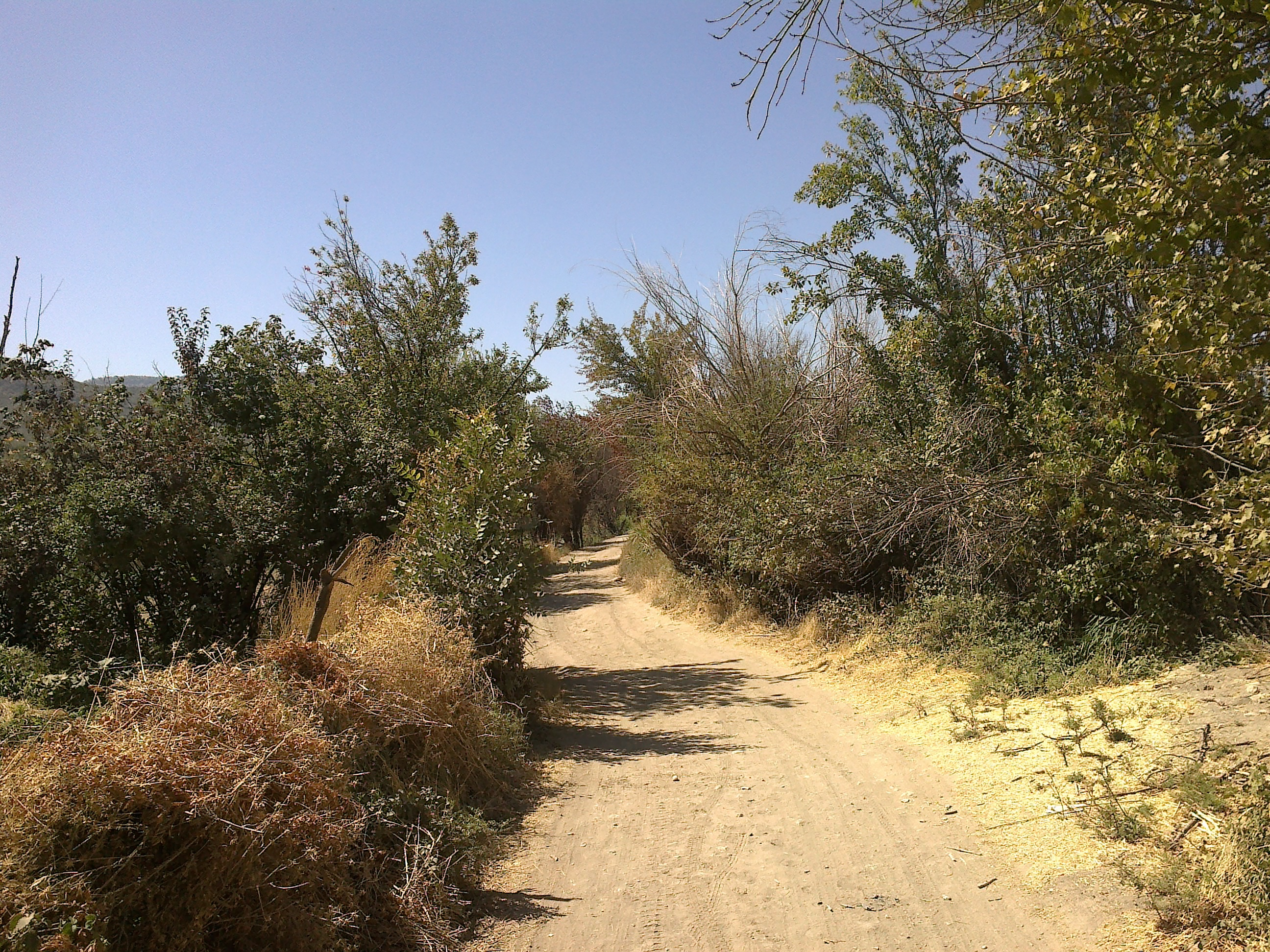
کوچه باغ در گهواره
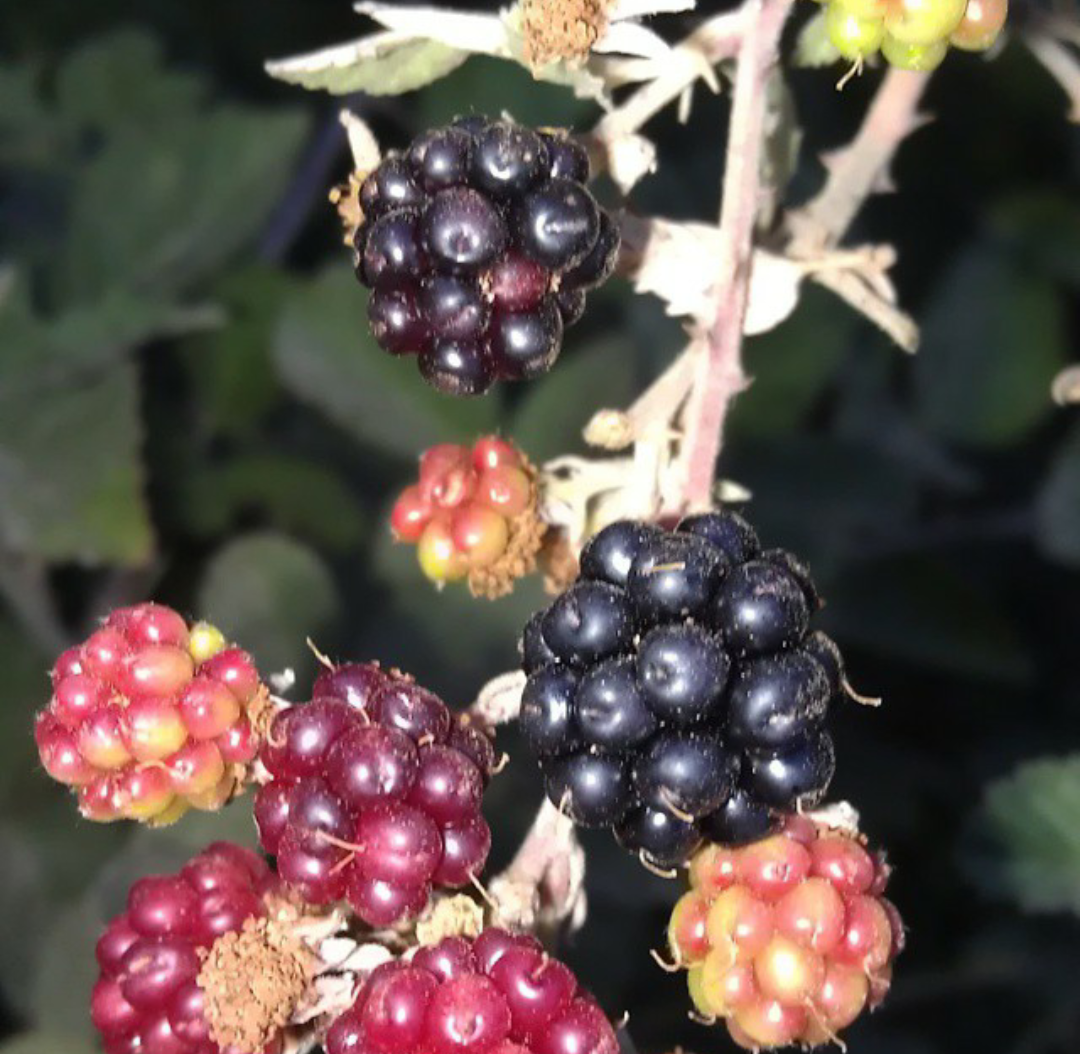
تمشک وحشی در باغات گهواره

### تنبور گهواره
گهواره مهد تنبورسازی با شهرت جهانیست. ساز «تنبور» قدیمی‌ترین ساز مضرابی ایران است که با توجه به نقوش سنگی به جا مانده، حکایت از قدمتی چند هزار ساله دارد. تنبور یکی از پرطرفدارترین و پرمخاطب‌ترین سازهای موسیقی نواحی ایران است و حوزه اصلی رواج این ساز استان کرمانشاه و دو منطقه صحنه و گهواره‌است. جذابیت این ساز، به دلیل ماهیت اجرای مقام‌ها و جنبه عرفانی و معنوی به تدریج پا را از دایره ایران فراتر برده و در اروپا و آمریکا نیز، به این ساز و اجرای آن توجه و رویکرد فراوان شده‌است. با استفاده از قراین و شواهدی که وجود دارد ساز تنبور به شش هزار سال قبل بر می‌گردد مهم‌ترین مدرک این ادعا کشف مجسمه‌ای در حوالی مقبره دانیال نبی در شوش است که در ان دو مرد دیده می‌شوند که در دست یکی از آن‌ها تنبور دیده می‌شود و مشغول نواختن است؛ که قدمت آن به زمان قبل از ظهور موسی بر می‌گردد؛ و در گهواره به صورت حرفه‌ای ساخته می‌شود. زبردست‌ترین استاد تنبورسازی آقای اسدالله فرمانی هم در این شهر اقامت دارند که تنبورهای دست سازه ایشان در موزه‌های بزرگ و معروف فرانسه جای دارند. گهواره همواره مسکن بزرگان تنبور نواز بوده‌است. سید محمود علوی، کاکی اله مراد حمیدی، استاد چنگیز فرمانی، استاد خسرو نظری، سید ولی حسینی، استاد طاهر یارویسی و سید تیمور مهرابی را از این میان می‌توان نام برد.

## جغرافیا

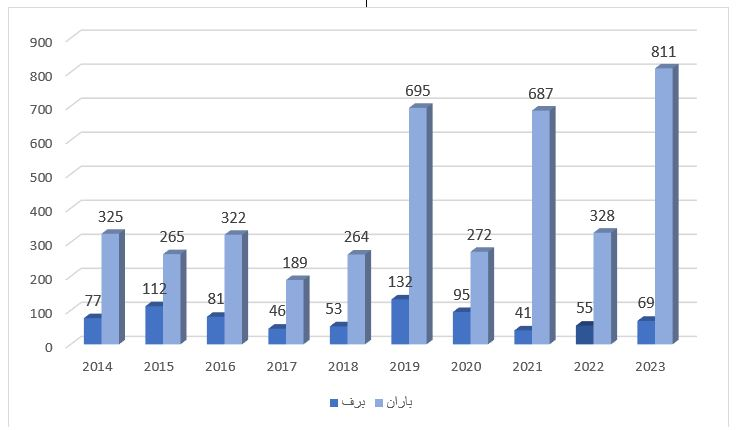
نمودار بارش برف و باران طی سال‌های 2014 تا 2023در گهواره

### آب و هوا
شهر گهواره از نظر آب و هوایی در منطقه مدیترانه‌ای قرار دارد ایستگاه هواشناسی گهواره که به صورت خودکار می‌باشد در سال۱۳۸۷ به بهره‌برداری رسیده‌است
حداکثر دما  در شهر گهواره ۳۵ درجه سانتیگراد، حداقل دما ۸- درجه سانتیگراد و میانگین بارندگی سالانه 550 میلیمتر در سال است.
نمودار دما و میزان بارندگی گهواره در سال ۱۳۹۲
در سال‌های اخیر با وقوع خشکسالی در سطح کشور این شهر هم از این بلا در امان نمانده‌است و میزان بارندگی در آن به‌طور چشمگیری کاهش یافته‌است.
طی سالهای اخیر نسبت به سالهای قبل میزان بارش باران به‌صورت چشمگیری  افزایش پیدا کرده است. طبق نمودار روبرو چند سال اخیر به‌صورت یکسال در میان افزایش و کاهش داشته است.

##### زمکان

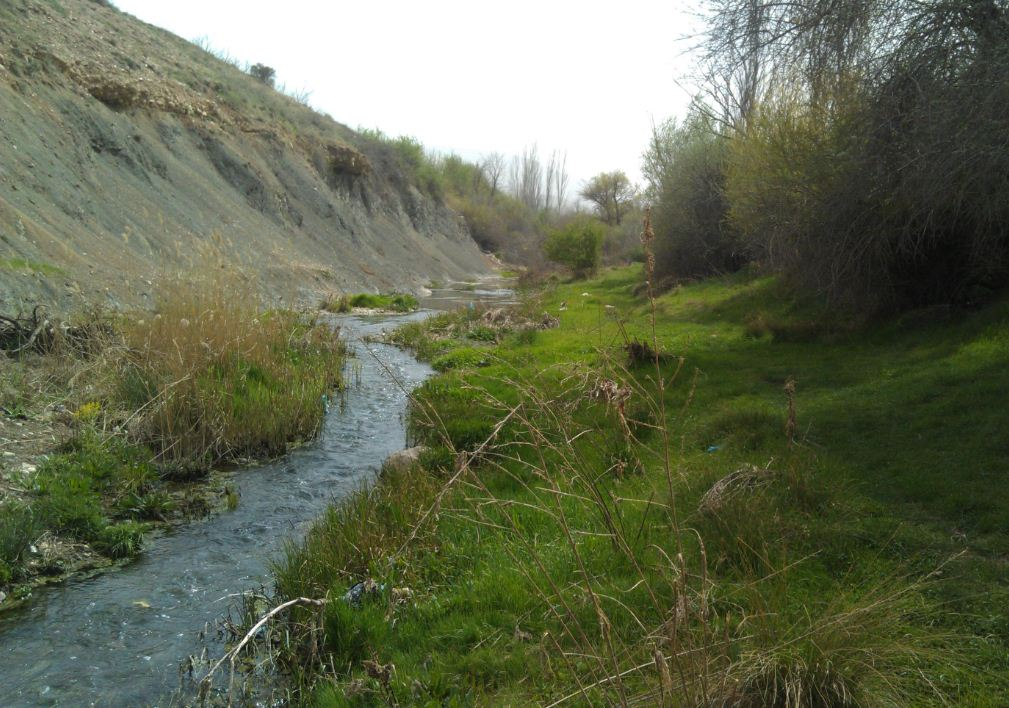
رودخانه زمکان در کنار باغهای گهواره

#### کوه‌ها و ناهمواری ها

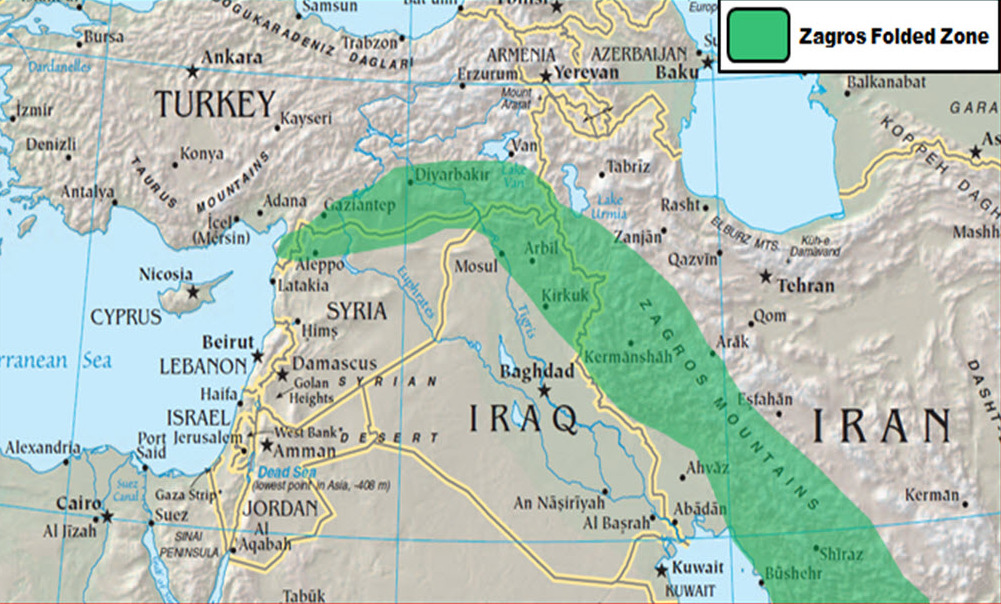
ناحیه چین‌های زاگرس

##### کوه قلعه قاضی

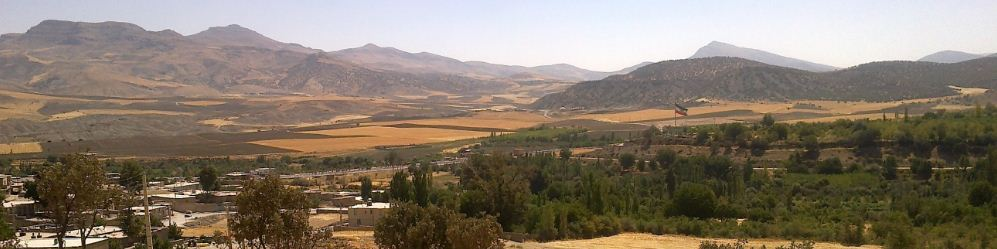
نمایی از باغهای اطراف و ناهمواری‌های اطراف -کوه قلعه قاضی

##### کوه بزه هو

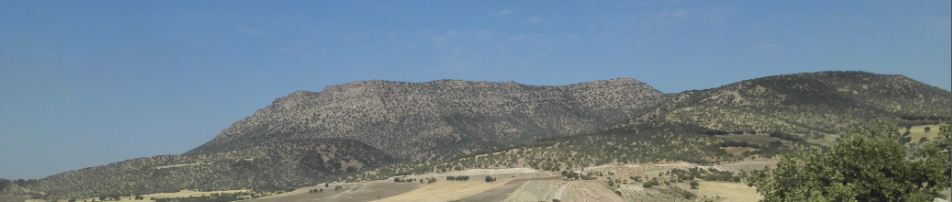
سراسر نمای کوه بزه هو در گهواره

##### کوه قته بالیله

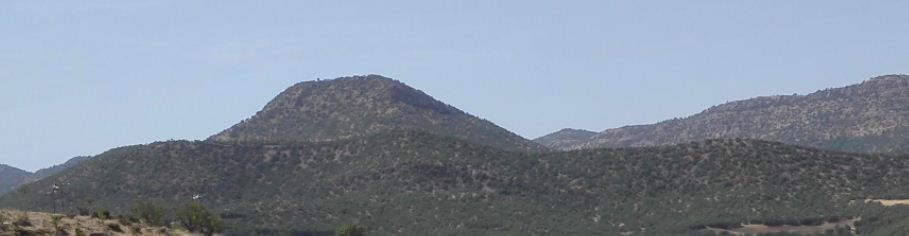
کوه قته بالیله یا قله بهلول

#### مراتع و جنگلداری

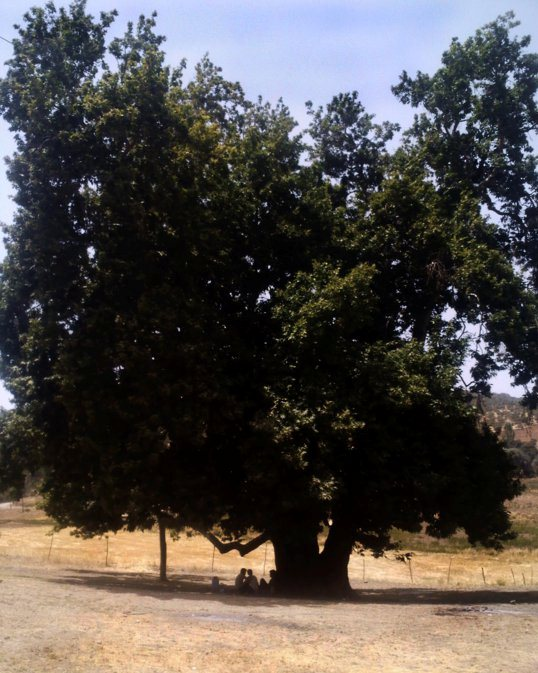
درختی در شهر گهواره

##### سوسمار

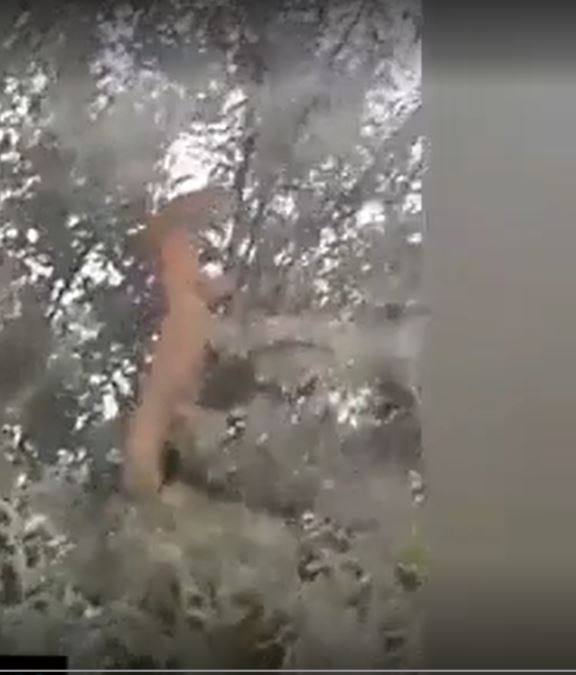
ثبت ویدیو از دو موجود عجیب روی درختان در گهواره که اعلام شد نوعی سوسمار از گونه بزمجه ها هست.

#### سیل

مقایسهٔ نسبی میزان خطر زمین‌لرزه در نقاط مختلف ایران؛ نقاط قرمزتر نقاطی هستند که شتاب حداکثر جنبش زمین در آن‌ها بیش‌تر است.